# Might & Magic: Heroes VII
Might & Magic: Heroes VII ist ein rundenbasiertes Strategiespiel für Windows, das von dem deutschen Unternehmen Limbic Entertainment entwickelt und von Ubisoft am 29. September 2015 veröffentlicht wurde. Das Spiel ist der siebte Teil der Spieleserie Heroes of Might and Magic und der zweite Teil dieser Serie, der als Titel Might & Magic + Suffix verwendet, da sich Ubisoft dazu entschloss, alle Titel im Might-&-Magic-Universum nur mehr nach diesem Schema zu benennen.

## Handlung
Might & Magic: Heroes VII spielt etwa 200 Jahre nach den Ereignissen von Might & Magic: Heroes VI: Shades of Darkness und zehn Jahre nach der Ermordung des Maeve Falcon der Heiligen Kaiserin (d. H. weitere 100 Jahre vor Heroes of Might and Magic V). Die Geschichte folgt Ivan Griffin, Herzog des Herzogtums Griffin, bei seinem Streben nach der Krone nach der Auflösung des Falkenreiches; aber um dies zu tun, muss er sich mit einer Streitmacht von Verbündeten zusammenschließen. Eine davon hatte die Welt noch nie gesehen.

## Spielprinzip
Wie bei den Vorgängern der Spielreihe ist es die Aufgabe des Spielers Städte auszubauen, Einheiten zu rekrutieren und aufzuwerten sowie mit von Helden angeführten Armeen die Abenteuerkarte zu erkunden, Monstergruppen zu besiegen und Schätze wie Rohstoffe und magische Artefakte zu sammeln. Meist gilt es dabei alle Städte zu erobern und alle feindlichen Helden zu eliminieren. Als Rohstoffe stehen Holz, Erz, Kristalle, Edelsteine, Quecksilber, Schwefel und Gold zur Verfügung (die Anzahl der verschiedenen Rohstoffe wurde im Vergleich zum Vorgänger wieder auf sieben erhöht). Generell orientiert sich das Spielprinzip eher an den fünften Teil der Reihe.
Die Helden des Spiels bekommen mit jedem erreichten Level die Auswahl, zwischen neuen Fähigkeiten zu wählen. Dabei variiert der Schwerpunkt der Zauberspezialisierung von Fraktion zu Fraktion. Auf der Abenteuerkarte können zusätzlich Artefakte gefunden werden, mit denen sich der Held und seine Einheiten ebenfalls verbessern lassen können.
Das Hauptspiel bietet sechs verschiedene Fraktionen mit jeweils einzigartigen Heldenklassen, Einheiten und Heldenfähigkeiten zum Spielen an, die bereits in den Vorgängern der Spielreihe Einzug fanden. Im Gegensatz zum sechsten Teil wurde keine neue Fraktion eingeführt, die aus eben diesen Teil neu eingeführte Fraktion Sanktuarium, an das traditionelle China angelehnt, wurde wieder entfernt, die Fraktion Inferno, auf Dämonen und Kreaturen der Unterwelt basierende Fraktion, wurde ebenfalls aus dem Spiel entfernt. Mit der am 4. August 2016 erschienenen Erweiterung kam eine Zwergen-Fraktion dazu.
- Zuflucht: Menschliche Soldaten wie z. B. Armbrustschützen, Kürassiere, und Landsknechte aber auch Seraphim
- Akademie: Magische und künstliche Geschöpfe, wie Gargoyles, Golems, Dschinns, Simurghs und Titanen
- Nekropolis: Untote, wie Gespenster, Vampire, Liche und Lamassu
- Bastion: Wilde Kreaturen, wie Ork-Wüstlinge, Gnolle, Zentauren, Zyklopen und Behemoths
- Waldfestung: Waldelfen und andere Waldwesen, wie Dryaden, Nymphen und Baumriesen
- Dungeon: Dunkelelfen und andere Monstrositäten, wie Troglodyten, Minotauren, Hydras und Drachen
- Bergfestung: Zwergische Krieger, Bären und nordische mythologische Wesen, wie Kobolde, Walküren und Einherjar

## Rezeption
Might & Magic: Heroes VII erhielt gute Bewertungen.
Martin Deppe für GameStar lobt, dass sich bei dem Spiel an Heroes of Might and Magic III und Heroes of Might and Magic V orientiert wurde und es sich wie ein „Nach-Hause-kommen“ anfühle. Er lobt „die Mischung aus skriptbasierten Ereignissen und spielerischer Freiheit, eingepackt in sauspannenden Missionen“. Matti Sandqvist für PC Games schreibt bezüglich Neuerungen, dass diese „relativ marginal aus“ ausfielen. Er lobt die Abwechslung in den verschiedenen Missionen. Allerdings kritisiert er die vielen Programmfehler im Spiel und schreibt daher, dass er das Spiel in „jetziger Form [...] nicht weiterempfehlen“ kann und er hoffe, dass Limbic Entertainment „zügig die schwerwiegendsten Bugs behebt“. Dorian Gorr schreibt in seiner Spiele-Review für Bild.de, dass „das Spielprinzip für so viel Nostalgie“ sorge, dass „die kritischen Stimmen im Kopf schnell verstummen“. Er findet, dass das Spiel ideal für Fans der Spielreihe sei, er bezweifelt aber, ob das Spiel „neue Fans gewinnen kann“.